# Dominic Lammer
Dominic Lammer (* 3. Oktober 1992 in Zürich) ist ein Schweizer Eishockeyspieler, der seit Juli 2021 bei den SC Rapperswil-Jona Lakers aus der Schweizer National League unter Vertrag steht und dort auf der Position des rechten Flügelstürmers spielt.

## Karriere

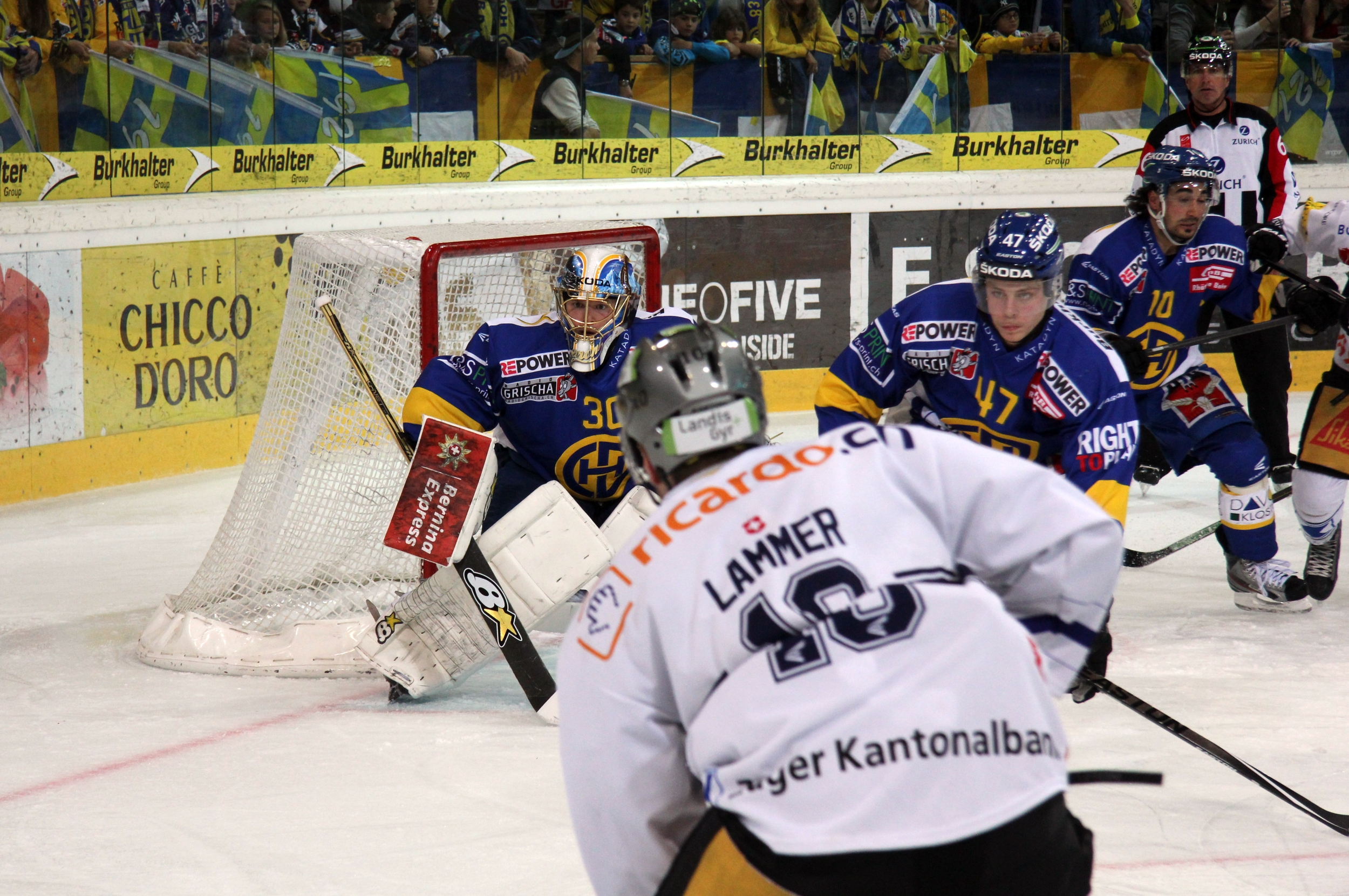
Lammer (vorn) im Trikot des EV Zug (2014)

Dominic Lammer begann seine Karriere als Eishockeyspieler in der Nachwuchsabteilung des EHC Kloten. In den Spieljahren 2009/10 und 2010/11 erzielte er für den EHC Kloten jeweils die meisten Tore der gesamten U20-Liga, der Elite-Junioren A. Zudem ist er mit insgesamt 118 Toren aus 146 Spielen der Rekord-Torschütze der Elite-Junioren A.
Für die Profimannschaft des EHC Kloten gab er in der Saison 2010/11 sein Debüt in der National League A (NLA). In seinem Rookiejahr blieb er in drei Spielen punkt- und straflos. Zudem kam er zu vier Einsätzen als Leihspieler für den HC Sierre-Anniviers in der National League B (NLB) und auf einige Spiele für die U20-Junioren des SC Rapperswil. Aufgrund von Unstimmigkeiten mit dem Trainerteam der Kloten Flyers verliess Lammer seinen Heimatverein im Sommer 2011 endgültig.
Zur Saison 2011/12 wurde der Flügelspieler vom EV Zug verpflichtet und hatte seinen Durchbruch als Torschütze im Januar 2012. In den folgenden Spielzeiten liessen seine Leistungen jedoch nach, so dass er nicht mehr in den ersten beiden Angriffsformationen zum Einsatz kam und deutlich weniger Eiszeit erhielt. Im Sommer 2015 stellte er sein Training und die Ernährung um und konnte so wieder an seine besten Leistungen anknüpfen. Bis zum Ende der Saison 2017/18 steigerte er seine Punktausbeute so von elf auf 24 Scorerpunkte. Im November 2018 entschloss er sich, den EVZ zum Saisonende zu verlassen und unterschrieb einen Dreijahresvertrag beim HC Lugano. Bis zum Ende der Saison 2018/19 absolvierte Lammer 397 NLA-Partien für den EV Zug, in denen er 75 Tore erzielte und weitere 79 weitere vorbereitete. Mit der Mannschaft gewann er im selben Jahr auch den Schweizer Cup.
In Lugano erfüllte der Stürmer allerdings nur zwei der drei Vertragsjahre, da er bereits im Sommer 2021 zum Ligakonkurrenten SC Rapperswil-Jona Lakers wechselte.

### International
Für die Schweiz nahm Lammer an der U18-Junioren-Weltmeisterschaft 2010 teil, belegte dort mit den U18-Junioren der Schweiz den fünften Platz und trug zu diesem Erfolg drei Tore und zwei Torvorlagen bei.
Beim Deutschland Cup 2015 debütierte er für die Herren-Nationalmannschaft und kam bis 2018 auf insgesamt neun Länderspiele.

## Erfolge und Auszeichnungen
| - 2010 Bester Torschütze der Elite-Junioren-A-Hauptrunde - 2011 Bester Torschütze der Elite-Junioren-A-Hauptrunde - 2017 Schweizer Vizemeister mit dem EV Zug | - 2019 Schweizer Cupsieger mit dem EV Zug - 2019 Schweizer Vizemeister mit dem EV Zug |

## Karrierestatistik
Stand: Ende der Saison 2024/25

### International
Vertrat die Schweiz bei:
- U18-Junioren-Weltmeisterschaft 2010

(Legende zur Spielerstatistik: Sp oder GP = absolvierte Spiele; T oder G = erzielte Tore; V oder A = erzielte Assists; Pkt oder Pts = erzielte Scorerpunkte; SM oder PIM = erhaltene Strafminuten; +/− = Plus/Minus-Bilanz; PP = erzielte Überzahltore; SH = erzielte Unterzahltore; GW = erzielte Siegtore; 1 Play-downs/Relegation; Kursiv: Statistik nicht vollständig)